# Burj al-Arab, Syria
Burj al-Arab (tiếng Ả Rập: برج عرب, còn được gọi là Ain al-'Arab) là một ngôi làng ở phía tây bắc Syria, một phần hành chính của Tỉnh Homs, nằm ở phía tây Homs và phía bắc Lebanon. Các địa phương lân cận bao gồm al-Tulay'i ở phía tây, al-Sisiniyah ở phía tây bắc, al-Mitras ở phía bắc, Zweitinah ở phía đông bắc, Tell Hawsh ở phía đông và Burj al-Maksur ở phía nam. Theo Cục Thống kê Trung ương Syria (CBS), Burj al-Arab có dân số 1.434 trong cuộc điều tra dân số năm 2004.

## Tháp Burj al-Arab
Burj al-Arab là địa điểm của một tòa tháp cùng tên có nghĩa là "Tháp của người Ả Rập". Đó là một pháo đài nhỏ thời trung cổ được xây dựng bởi Thập tự quân vào đầu thế kỷ 12. Nó đã bị quân đội Mamluk bắt giữ dưới thời Sultan Baibars năm 1271. Tòa nhà bị hủy hoại một phần và phần lớn đã được chuyển đổi thành ổn định. Vật liệu xây dựng chính được sử dụng là đá bazan. Từ nóc pháo đài, có thể nhìn thấy tòa tháp thời trung cổ ở al-Zarah và Talkalakh.